# Полсиликвы
Половина (1/2) силиквы — римская серебряная монета, равнявшаяся 1/48 солида.
.

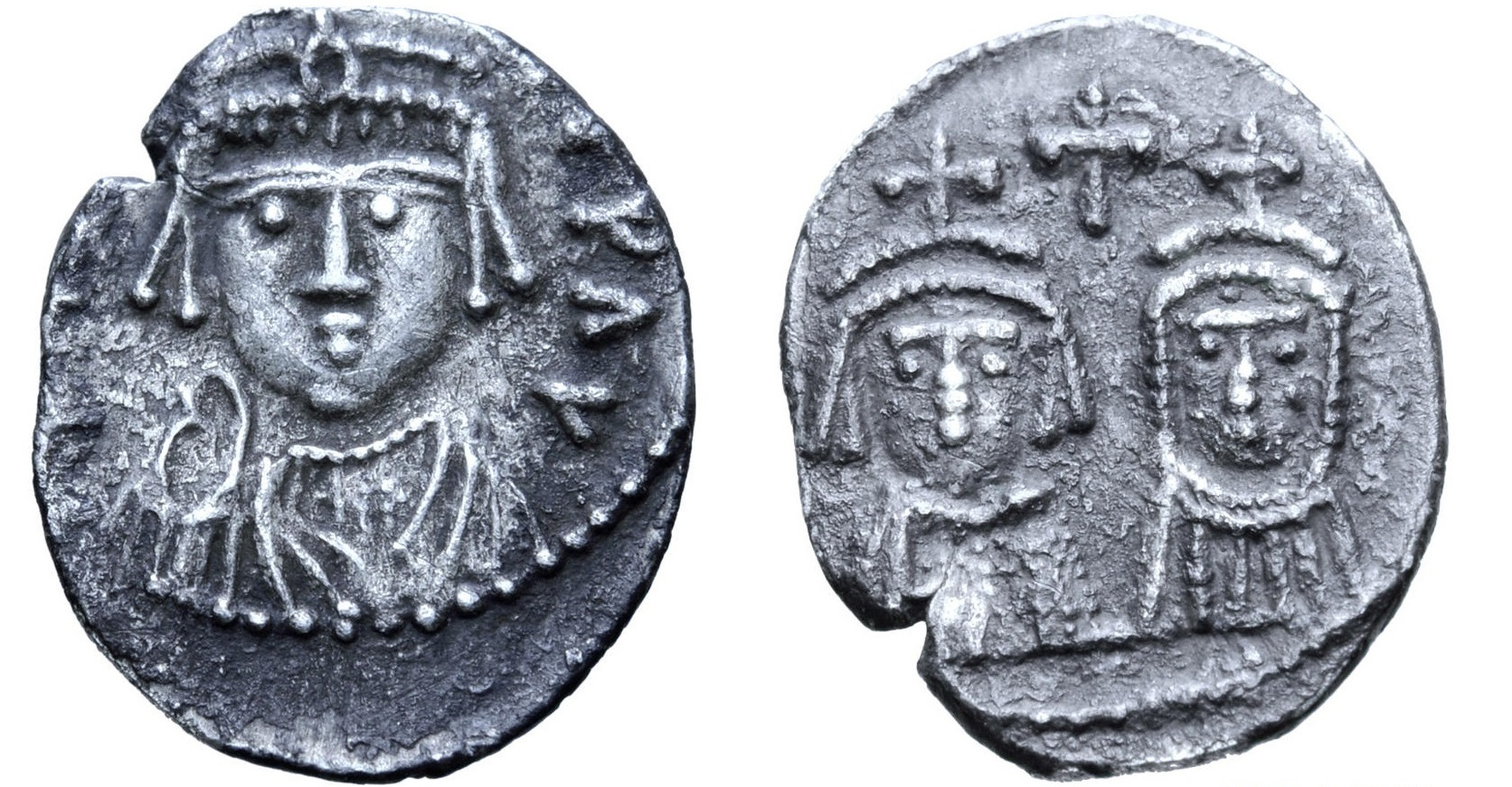
Византийская полсиликва, выпущенная монетным двором в Карфагене в 616 году. Византийский император Ираклий I. На другой стороне - его сын Константин III и вторая жена Ираклия I Мартина

История и облик этой монеты идентичны истории и облику силиквы, но её диаметр и вес, как можно догадаться, немного уступал последней. Наименьший серебряный номинал в римской монетной системе эпохи Домината (исключение — чеканившаяся при Льве I четверть силиквы). Наибольшее распространение получила в V—VII веках.